# میدلوتیان (تگزاس)
میدلوتیان، تگزاس(به انگلیسی: Midlothian, Texas) شهری در ایالت تگزاس از ایالات جنوبی ایالات متحده آمریکا است. در سرشماری سال ۲۰۰۰، جمعیت این شهر ۷۴۸۰ نفر اعلام شد.